# Centrale nucléaire de Lufeng
La centrale nucléaire de Lufeng (en chinois : 陆丰核电站) est une centrale nucléaire chinoise située à Lufeng, près de la ville-préfecture de Shanwei, dans la province de Guangdong au sud de la Chine.
L'exploitant de la centrale est la CGN Lufeng Nuclear Power Co., Ltd et le maitre d'œuvre de la construction des réacteurs est CGNPC.
Depuis février 2025, deux réacteurs Hualong-1 de 1 116 MWe chacun sont en construction, ainsi qu'un réacteur CAP1000 de 1 161 MWe. Trois autres réacteurs CAP1000 sont en projet, pour un total prévu de six réacteurs.

## Historique
La construction d'une centrale nucléaire à Lufeng remonte à avant 2013,. Six réacteurs CPR-1000 (réacteurs à eau pressurisée chinois de deuxième génération) était initialement prévus, avant d'être une première fois remplacés par six réacteurs AP1000 américains (réacteurs à eau pressurisée de troisième génération).

### Phase I
En avril 2022, la NNSA approuve la construction de deux réacteurs Hualong-1, nommés unités no 5 et 6, sur le site de la centrale de Lufeng. Ce sont des réacteurs à eau pressurisée de 1 116 MWe chacun et de conception chinoise, appartenant à la troisième génération. La construction de l'unité no 5 commence le 8 septembre 2022 et le 26 août 2023 pour l'unité no 6. Les mises en service sont prévues respectivement en 2028 et 2029.

### Phase II
La National Development and Reform Commission (NDRC) approuve en septembre 2014 la construction de quatre réacteurs CAP1000,. Ce sont des réacteurs à eau pressurisée de 1 160 MWe chacun, appartenant à la troisième génération, et qui sont une version sinisée de l'AP1000 américain. Néanmoins, la National Nuclear Safety Administration (NNSA) n'ayant pas encore donnée son approbation, aucun de ces réacteurs ne voit sa construction démarrer. Finalement, le conseil d'État approuve la construction des réacteurs no 1 et 2 le 19 août 2024. La construction de l'unité no 1 (réacteur CAP1000) démarre le 24 février 2025.

### Phase III
Les unités  no 3 et 4 devraient être des réacteurs CAP1000, dont l'autorisation de construction par le Conseil d'État est en attente.

## Caractéristiques des réacteurs
Les réacteurs no 1 à 4 sont de modèle CAP1000 : ce sont des réacteurs à eau pressurisée sino-américain, de troisième génération. Il s'agit de la version sinisée de l'AP1000 américain développé par Westinghouse. Leur puissance électrique nette est de 1 160 MWe.
Les réacteurs no 5 et 6 sont de modèle Hualong-one (version CGNPC) : ce sont des réacteurs à eau pressurisée de troisième génération de conception chinoise. Leur puissance électrique nette est de 1 116 MWe.

### Définitions
Les caractéristiques des réacteurs sont données dans le tableau ci-après, les données sont principalement issues de la base de données PRIS (Power Reactor Information System) de l’Agence internationale de l'énergie atomique (AIEA).
Base de données établie par l'AIEA qui définit ainsi les termes :
- La puissance nette correspond à la puissance électrique délivrée sur le réseau et sert d'indicateur en termes de puissance installée,
- La puissance brute correspond à la puissance délivrée par l'alternateur (= puissance nette augmentée de la consommation interne de la centrale),
- La puissance thermique correspond, à la puissance délivrée par la chaudière nucléaire

Le début de construction correspond à la date de coulage des fondations du bâtiment réacteur. Une tranche (nom utilisé pour un réacteur complet) est considérée comme opérationnelle après son premier couplage au réseau. La mise en service commercial est le transfert contractuel de l’installation du constructeur vers le propriétaire ; en principe après réalisation des tests réglementaires et contractuels et après fonctionnement continu à 100 % pendant une durée définie au contrat de construction.
| Unité     | Statut          | Modèle    | Puissance   | Puissance   | Puissance        | Début de construction | 1re divergence | Raccordement au réseau | Mise en service |
| Unité     | Statut          | Modèle    | Nette [MWe] | Brute [MWe] | Thermique [MWth] | Début de construction | 1re divergence | Raccordement au réseau | Mise en service |
| --------- | --------------- | --------- | ----------- | ----------- | ---------------- | --------------------- | -------------- | ---------------------- | --------------- |
| Phase I   |                 |           |             |             |                  |                       |                |                        |                 |
| Lufeng-5  | En construction | Hualong-1 | 1 116       | 1 200       | 3 180            | 8 septembre 2022      |                |                        | 2028            |
| Lufeng-6  | En construction | Hualong-1 | 1 116       | 1 200       | 3 180            | 26 août 2023          |                |                        | 2029            |
| Phase II  |                 |           |             |             |                  |                       |                |                        |                 |
| Lufeng-1  | En construction | CAP1000   | 1 161       | 1 200       | 3 400            | 24 février 2025       |                |                        |                 |
| Lufeng-2  | En projet       | CAP1000   | ~1 161      | ~1 200      | ~3 400           |                       |                |                        |                 |
| Phase III |                 |           |             |             |                  |                       |                |                        |                 |
| Lufeng-3  | En projet       | CAP1000   | ~1 160      | ~1 250      | ~3 400           |                       |                |                        |                 |
| Lufeng-4  | En projet       | CAP1000   | ~1 160      | ~1 250      | ~3 400           |                       |                |                        |                 |